# قلات
قلات عاصمة ولاية زابل جنوب أفغانستان. تقع قلات وسط زابل تقريباً وبين هرات وکابول. تشهد مدينة قلات اشتباکات وتفجيرات انتحارية منسوبة لطالبان ضد الوجود العسکري الأجنبي هناک. قلات ذات مناخ بارد فی الشتاء ومعتدل فی الصيف. يتحدث سکان المنطقة لغة الباشتو.